# Canton de Saint-Cernin
Le canton de Saint-Cernin était une division administrative française située dans le département du Cantal en région d'Auvergne. Il a été supprimé en 2015 à la suite du redécoupage des cantons du département.

## Géographie
Ce canton était organisé autour de Saint-Cernin dans l'arrondissement d'Aurillac. Son altitude varie de 424 m (Saint-Illide) à 1 228 m (Girgols) pour une altitude moyenne de 734 m.

## Histoire
Le canton a été supprimé en 2015 à la suite du redécoupage des cantons du département : toutes les communes ont rejoint le nouveau canton de Naucelles.

## Composition
Le canton de Saint-Cernin regroupait 7 communes et comptait 2 578 habitants (recensement de 1999 sans doubles comptes).
| Communes                 | Population (2012) | Code postal | Code Insee |
| ------------------------ | ----------------- | ----------- | ---------- |
| Besse                    | 143               | 15140       | 15269      |
| Freix-Anglards           | 195               | 15310       | 15072      |
| Girgols                  | 73                | 15310       | 15075      |
| Saint-Cernin             | 1 128             | 15310       | 15175      |
| Saint-Cirgues-de-Malbert | 226               | 15140       | 15179      |
| Saint-Illide             | 668               | 15310       | 15191      |
| Tournemire               | 145               | 15310       | 15238      |

## Représentation

### Conseillers généraux de 1833 à 2015
| Période | Période          | Identité                                           | Étiquette                | Qualité |
| ------- | ---------------- | -------------------------------------------------- | ------------------------ | --- |
| 1833    | 1848             | Pierre Auguste Bastid                              | Gouvernemental           | Notaire, maire de Saint-Cernin (1802-1847) |
| 1848    | 1852             | François-Amédée Delzons                            | Républicain modéré       | Avocat à Aurillac, Représentant du peuple (1848-1849)                                                                                           |
| 1852    | 1855             | Jean dit Marie Auguste Vanel                       |                          | Juge de paix, propriétaire du château de Rageaux à Saint-Cernin                                                                                 |
| 1855    | 1877 (démission) | Raymond Bastid                                     | Républicain Conservateur | Avocat Député (1869-1870 et 1871-1880) |
| 1878    | 1884 (démission) | Edouard Bastid (beau-frère et cousin du précédent) | Républicain avancé       | Notaire - Maire de Saint-Cernin (1870-1874 et 1876-1884)                                                                                        |
| 1884    | 1922             | Henry Bastid (fils du précédent)                   | Républicain              | Juge honoraire à Paris |
| 1922    | 1934             | Louis Meyniel                                      | Rad.                     | Avocat à Aurillac Propriétaire à Freix-Anglards Président du Conseil Général (1933-1934)                                                        |
| 1934    | 1940             | Amédée Larroumets                                  | URD                      | Docteur en médecine à Marmanhac |
|         |                  |                                                    |                          | |
| 1943    | 1945             | Léon Monteil                                       |                          | Président de la délégation spéciale de Saint-Cernin Nommé conseiller départemental en 1942                                                      |
|         |                  |                                                    |                          | |
| 1945    | 1955             | Joseph Mas                                         | Rad.                     | Négociant, huissier Maire de Saint-Cernin (1925-1941, révoqué par le Gouvernement de Vichy, puis 1945-1953), ancien conseiller d'arrondissement |
| 1955    | 1972 (décès)     | Justin Renac (1901-1972)                           | SFIO puis PS             | Instituteur Maire de Saint-Cernin (1953-1971)                                                                                                   |
| 1972    | 1998             | Marcel Verniole                                    | RPR                      | Directeur d'une laiterie coopérative Maire de Saint-Illide (1971-2001)                                                                          |
| 1998    | 2011             | Michel Lehours                                     | DVG                      | Enseignant, maire de Saint-Cernin (1995-2001)                                                                                                   |
| 2011    | 2015             | François Lachaze                                   | UMP                      | Médecin généraliste, Maire de Saint-Illide (2001-2020)                                                                                          |

### Résultats électoraux détaillés
- Élections cantonales de 2004 : Michel Lehours   (Divers gauche) est élu au 1er tour avec 59,04 % des suffrages exprimés, devant Annie Delserieys (Divers droite) (36,23 %) et Claude Malroux (PCF) (3,09 %). Le taux de participation est de 70,42 % (1 571 votants sur 2 231 inscrits)[9].
- Élections cantonales de 2011 : François Lachaze (UMP) est élu au 1er tour avec 78,37 % des suffrages exprimés, devant Claude Malroux (PCF) (21,63 %). Le taux de participation est de 69,54 % (1 422 votants sur 2 045 inscrits)[10].

### Conseillers d'arrondissement (de 1833 à 1940)
| Période                                  | Période | Identité                              | Étiquette   | Qualité |
| ---------------------------------------- | ------- | ------------------------------------- | ----------- | --- |
| 1833                                     | 1861    | Étienne Maurice Buffière de Chambaron |             | Ancien officier et écuyer, maire de Girgols                                                                 |
| 1861                                     | 1880    | Émile Bastid                          |             | Notaire |
| 1880                                     | 1892    | M. Vaissière                          | Républicain | Médecin, suppléant du juge de paix (révoqué en 1893)                                                        |
| 1892                                     | 1919    | Antoine Gibert                        | Droite      | Pharmacien à Aurillac, propriétaire à Saint-Cernin                                                          |
| 1919                                     | 1931    | Jean-François Dejou                   |             | Maire de Freix-Anglards                                                                                     |
| 1931                                     | 1940    | Joseph Mas                            | Radical     | Négociant, huissier, maire de Saint-Cernin                                                                  |
| 1940                                     |         |                                       |             | Les conseils d'arrondissement ont été suspendus par la loi du 12 octobre 1940 et n'ont jamais été réactivés |
| Les données manquantes sont à compléter. |         |                                       |             | |

## Démographie
| 1962  | 1968  | 1975  | 1982  | 1990  | 1999  | 2006  | 2011  | 2012  |
| ----- | ----- | ----- | ----- | ----- | ----- | ----- | ----- | ----- |
| 4 245 | 3 818 | 3 292 | 2 970 | 2 771 | 2 578 | 2 481 | 2 511 | 2 529 |